# Flora (Rembrandt)
Flora, ook Saskia als Flora, is een schilderij van de Hollandse schilder Rembrandt van Rijn uit 1634. Het toont Rembrandts vrouw Saskia van Uylenburgh als de Romeinse godin Flora. Het olieverfschilderij op doek meet 125 bij 101 cm en behoort tot de belangrijkste aanwinsten van het Hermitage-museum in Sint-Petersburg.
Sinds eind negentiende eeuw wordt algemeen aangenomen dat het Saskia van Uylenburgh is die is afgebeeld. Ook op Rembrandts schilderijen uit 1635 en 1641 komt dezelfde persoon voor als Flora. Rembrandt trouwde haar op 22 juni 1634. 
Het doek werd in 1770 in Amsterdam verkocht op de veiling van de verzameling van Herman Aarentz. Wanneer het in handen kwam van het Hermitage-museum is niet met zekerheid te zeggen. In elk geval kwam het al in 1774 voor in een museumcatalogus. Op grond van de weelderige aanwezigheid van bloemen en planten is de gedachte dat de Romeinse godin Flora wordt afgebeeld. 